# Infernales

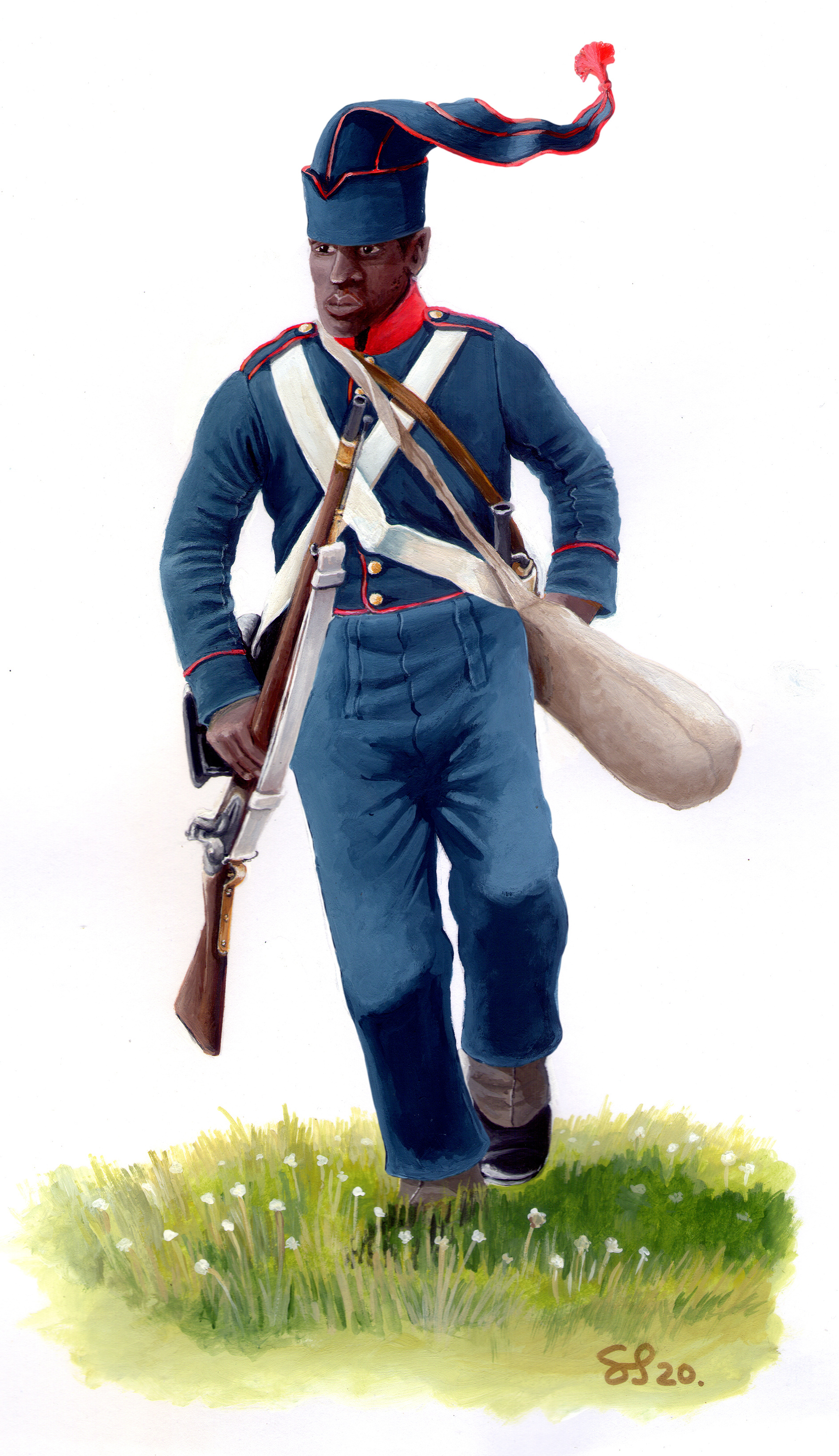
Según ilustración de Gabriel Popolizio, en base a una investigación propia premiada en 2019 por la Sociedad de Historia Militar y publicada en cuatro entregas por la revista digital Histopía. Disponible en Línea en www.revistahistopia.com.

Los Infernales o División Infernal de Gauchos de Línea  fueron un ejército de gauchos de las actuales provincias de Salta y Jujuy , en la actual Argentina, con algunos de Tarija,  que al mando de Martín Miguel de Güemes tuvieron un papel destacado en las guerras de independencia hispanoamericana. El nombre les fue dado porque hicieron un infierno para la presencia de las tropas coloniales  o «realistas». Fueron los que luego de la retirada del Ejército del Norte (1817) del Noroeste Argentino y Alto Perú , por órdenes del Directorio, llevaron a cabo la Guerra de la Independencia en la frontera Norte del país hasta la caída del Virreinato del Perú (1824) y derrota del Ejército Realista

## Historia
En el 9 de julio de 1816  la República Argentina (o Provincias Unidas del Río de la Plata)  proclamó su definitiva independencia de España y de todo otro poder extranjero, pero quedaban en el continente varios focos de realistas que intentaban restaurar la autoridad de la Corona Española en la región, sobre todo en el Virreinato del Perú y el Alto Perú. En España, la monarquía borbónica había sido reinstaurada tras el largo periodo de dominio de Napoleón (1808-1814) y los borbones reequiparon y se lanzaron con nuevo ímpetu a la reconquista de los Virreinatos.  
Martín Miguel de Güemes, gobernador de la Intendencia de Salta desde mayo de 1815, formó un ejército de milicias gauchas con el objetivo de frenar los avances del Ejército Realista del Perú. Estás milicias y cuerpos de oficiales que Güemes incorporó y desarrolló,  estaban formadas en años anteriores con regimientos de patriotas, gauchos, morenos y pardos del Ejército del Norte. El líder salteño había solicitado a Buenos Aires que se instalara un ejército con este propósito, y el de cubrir la frontera Norte hasta que San Martín llegara al Peru con el Ejército de los Andes , pero el director Supremo de las Provincias Unidas, Ignacio Álvarez Thomas, lo consideró innecesario, por lo que Güemes, de acuerdo con Belgrano y San Martín (jefes anterior y actual del Ejército del Norte ), organizo este ejército y se puso a hombros del pueblo salteño y jujeño su financiamiento. Pese a los pronósticos de los soldados españoles, los Infernales fueron de una gran efectividad militar y contuvieron los avances realistas, sobre todo en la región de montañas, quebradas y  altiplanos de Salta y Jujuy y el Alto Perú.
Este regimiento fue creado por disposición del general Güemes, en su carácter de gobernador Intendente de la Provincia de Salta, en Oficio del 12 de septiembre de 1815, elevado al Director Supremo del Estado. Los fundamentos fueron que convenía reunir en un cuerpo orgánico a los gauchos, que hasta ese entonces habían combatido en forma desinteresada por la libertad de la Patria: 

"No dudando del beneplácito de V. E. he organizado una división de caballería compuesta de dos escuadrones de a dos compañías, cada una de cien plazas; y he dispuesto se les instruya en todo lo necesario al desempeño del servicio de infantería, para que puedan ser ocupados así a pie como a caballo, con la denominación de División Infernal de Gauchos de Línea. A la fecha se halla con la fuerza que manifiesta el Estado que adjunto a V. E. armada por ahora con fusil y bayoneta. Su disciplina es ya regular en una y otra arma, tanto que la considero suficiente para el desempeño del servicio en campaña y en guarnición".

Infernal de Uquía. Según ilustración de Gabriel Popolizio.

El gobierno central porteño se negó a su creación: "No hay motivo que justifique la creación de un Cuerpo de Línea en esa Provincia donde no hace falta”. Para comprender el impacto de esa negativa del gobierno nacional baste señalar que el tercer ejército auxiliar del Perú, al mando de José Rondeau, sería derrotado en noviembre, en la Batalla de Sipe Sipe (1815), un mes después del requerimiento de Güemes. Los ejércitos porteños , si bien tenían recursos y equipados, estaban acostumbrados a batallas en llanura y no conocían el terreno como los Gauchos de los Infernales güemesianos 
Güemes - contra la desinformación de algunos historiadores - era un militar de carrera con amplia experiencia militar - había participado en las Invasiones Inglesas y formado parte del Estado Mayor del Ejército del Norte  y organizo este ejército con ese criterio. El cuerpo de Infernales contaba con los siguientes efectivos: 2 Jefes, 16 oficiales, 32 cabos, 16 músicos y 336 Infernales. Además contaba con el cuerpo de Patriotas Decididos (Húsares y Dragones) con el  Marques de Yavi como lugarteniente en Tarija y Puna,  el Coronel Arias en la Quebrada de Humahuaca,  el general José Ignacio Gorriti en los valles jujeños y el Pachi Gorriti en el valle de Lerma. Los Regimientos de Pardos y Morenos formaban la infantería del "Ejército de Observación" que formó Güemes. Había fabrica de pólvora y obuses en Jujuy y hasta los uniformes militares se fabricaban en el Norte , también para el Ejército del Norte que comandaron San Martín y luego Rondeau.  

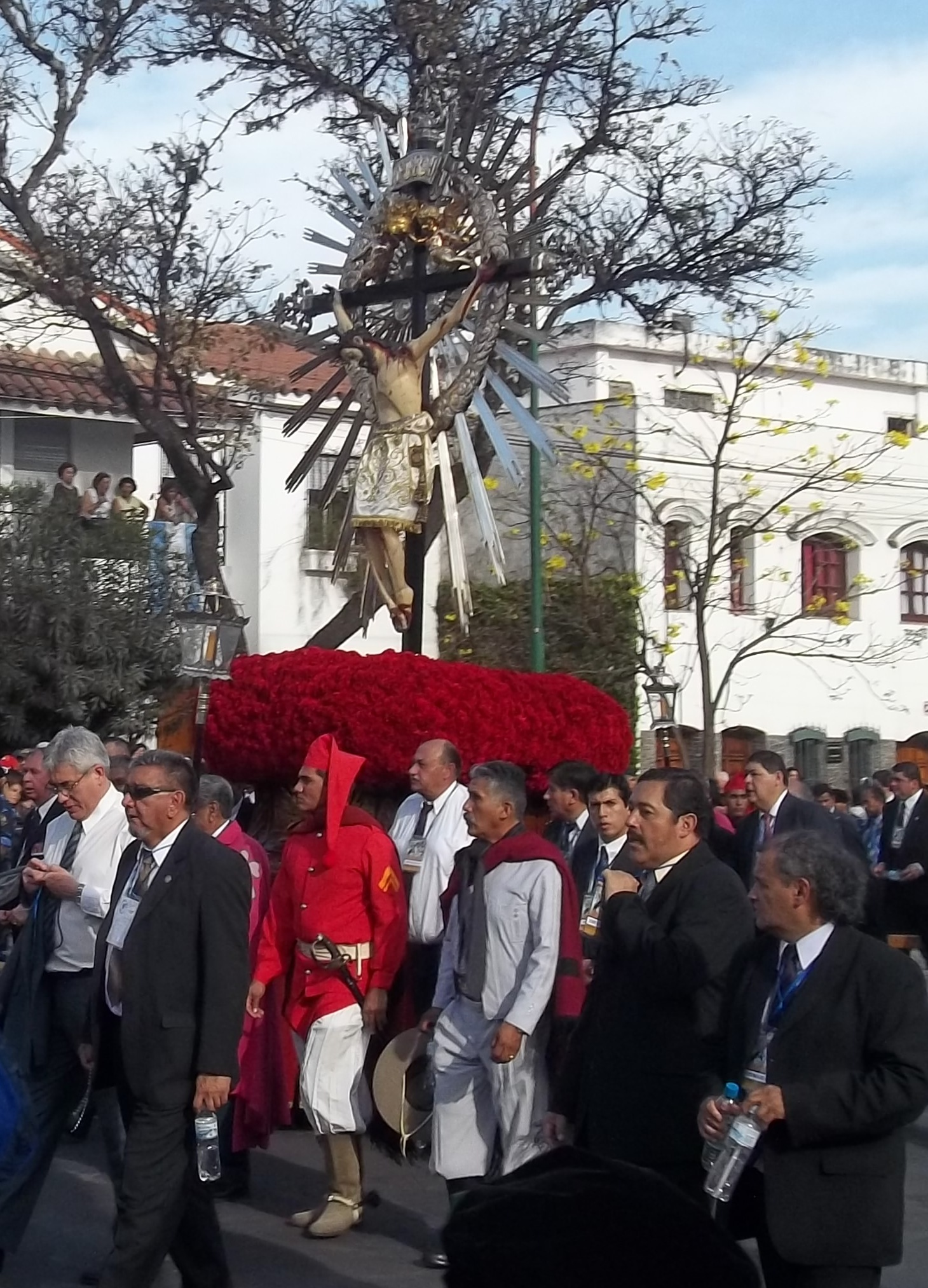
Infernales custodiando la imagen del Señor del Milagro.

Estaban uniformados con chaqueta y pantalón azules, forros de elefante, botones de cascabel, gorras azules con mangas de bayeta grana y azul, botas negras hasta la rodilla y ponchos de bayetón. Los músicos vestían casaca colorada, pantalón colorado, gorra colorada, con manga de bayeta grana y azul y botas negras. La escolta del gobernador lucía chaqueta y pantalón de paño encarnadas con mangas de bayeta grana y azul. También existió una uniformidad menos conocida aún, la de los Infernales de Uquía. Éstos llevaban chaquetas y pantalones de paño color verde botella, con vueltas, puños y vivos granas. En 1816 su jefe de tropa fue Bonifacio Ruiz de los Llanos, actuando en el frente de combate de Humahuaca y la Puna a las órdenes del Coronel Mayor Juan José Feliciano Fernández Campero, conocido como Marqués de Yavi.
Aunque la indumentaria por la que se conoce a los infernales es aquella en la que cada soldado viste una ropa de gaucho norteño, es decir un chambergo de alas anchas, un poncho teñido de rojo o colorado con listas y guardas negras, montados sobre ágiles caballos protegiendo estos gauchos sus piernas con "guardamontes" de cuero y usando como arma principal una lanza.

## Estilo
Los Infernales se especializaron en el tiro de lazo a la carrera, en disparar en forma eficaz desde caballos en movimiento, y en cambios rápidos de formación para actuar como infantería. 

## Recreación
El Regimiento de Caballería de Exploración de Montaña 5 del Ejército Argentino, basado en la ciudad de Salta, lleva el nombre del General Güemes y sus efectivos utilizan la vestimenta de los Infernales en desfiles y actos conmemorativos.